# Katy Allen
Katy Allen (* 20. Jahrhundert) ist eine Schauspielerin, deren bekannteste Rolle die der Esther Edel (im Original Ethel Hallow) in der Fernsehserie Eine lausige Hexe ist.

## Leben und Karriere
Katy Allen begann ihre Karriere als Schauspielerin im Jahr 1999 in der Fernsehserie Eine lausige Hexe. Dort übernahm sie in 25 Folgen der zweiten und dritten Staffel die Rolle der Esther Edel oder Ethel Hallow, wie sie im Original hieß. Sie löste damit die Schauspielerin Felicity Jones ab, die Esther in der ersten Staffel verkörpert hatte und schließlich in der vierten Staffel wieder zurückkehren würde.
Nach dem Ausstieg aus der Serie übernahm Katy Allen verschiedene Rollen in Fernsehfilmen, wie zum Beispiel die Rolle der Kate in Daddy’s Girl. Außerdem trat sie in einigen Kurzfilmen, aber auch weiteren Fernsehserien und wenigen Filmen auf. Dabei wurde sie im Abspann manchmal als Katie Allen oder Kate Allen genannt.
Sie hat einen Abschluss an der American Academy of Dramatic Art in Los Angeles gemacht und konzentrierte sich in den letzten Jahren vor allem auf ihre Arbeit am Theater.

## Filmografie
- 1999–2001: Eine lausige Hexe (The Worst Witch, Fernsehserie, 25 Folgen)
- 2002: Daddy’s Girl (Fernsehfilm)
- 2002: Spin (Kurzfilm)
- 2001–2005: Casualty (Fernsehserie, 2 Folgen)
- 2011: EastEnders: E20 (Fernsehserie, 1 Folge)
- 2012: The Seasoning House
- 2013: Große Erwartungen (Great Expectations)